# Čínský zvěrokruh

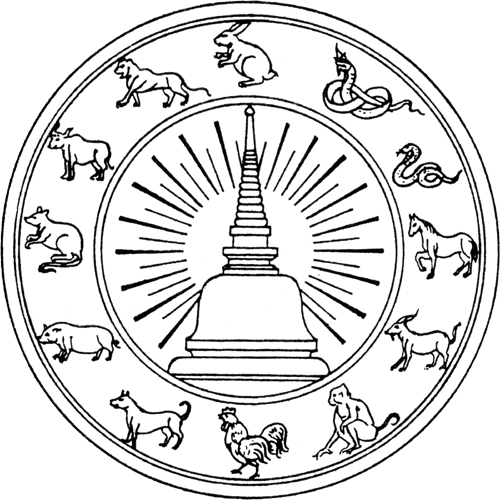
Čínský zvěrokruh

V čínském zvěrokruhu je každému roku přiřazeno jedno ze dvanácti zvířecích znamení, která se periodicky opakují každých 12 let. Používá se v čínské astrologii a je rozšířen i v dalších asijských zemích. Čínský zvěrokruh se podstatně liší od západního zvěrokruhu, který má také 12 znamení, která však odpovídají souhvězdím střídajícím se během jednoho roku.
Čínský zvěrokruh je užíván beze změn i v dalších zemích východní a jihovýchodní Asie jako je Jižní Korea, Tibet, Tchaj-wan, Singapur, Nepál, Bhútán, Mongolsko, Thajsko, Kambodža, užívají ho též Japonci, kteří nahrazují prase divokým kancem, Vietnamci, kteří nahrazují králíka kočkou a Kazaši, kteří nahrazují draka hlemýžděm a tygra irbisem. Historicky je doloženo jeho užívání u Hunů a Protobulharů.
Dvanáctiletá perioda zvěrokruhu se dále kombinuje s pětiletou periodou živlů a dvouletou periodou tzv. nábojů. Živly jsou kov, voda, dřevo, oheň a země, náboje pak jin a jang.
Podle čínské astrologie je novorozenec ovlivněn znamením roku, elementem a nábojem (pólem), ve kterém se narodil. Znamení se střídají v lednu či únoru podle toho, kdy začíná čínský nový rok. Každému znamení zvěrokruhu jsou přisuzovány určité vlastnosti.

## Znamení
Zvěrokruh tradičně začíná znamením Krysy. Následuje dvanáct znamení zvěrokruhu v pořadí, každé se svými přidruženými charakteristikami.
- Krysa
- Buvol
- Tygr
- Zajíc (králík)[8]
- Drak
- Had
- Kůň
- Koza
- Opice
- Kohout
- Pes
- Prase

## Roky čínského kalendáře
Tabulka zobrazuje 60letý cyklus v porovnání s gregoriánským kalendářem v letech 1924–2043.
|           | Rok                          | Rok                          | Element    | Zvíře  |
| 1924–1983 | 1984–2043                    |                              | Element    | Zvíře  |
| --------- | ---------------------------- | ---------------------------- | ---------- | ------ |
| 1         | únor 05 1924 – leden 23 1925 | únor 02 1984 – únor 19 1985  | Yang dřevo | Krysa  |
| 2         | leden 24 1925 – únor 12 1926 | únor 20 1985 – únor 08 1986  | Yin dřevo  | Buvol  |
| 3         | únor 13 1926 – únor 01 1927  | únor 09 1986 – leden 28 1987 | Yang oheň  | Tygr   |
| 4         | únor 02 1927 – leden 22 1928 | leden 29 1987 – únor 16 1988 | Yin oheň   | Zajíc  |
| 5         | leden 23 1928 – únor 09 1929 | únor 17 1988 – únor 05 1989  | Yang země  | Drak   |
| 6         | únor 10 1929 – leden 29 1930 | únor 06 1989 – leden 26 1990 | Yin země   | Had    |
| 7         | leden 30 1930 – únor 16 1931 | leden 27 1990 – únor 14 1991 | Yang kov   | Kůň    |
| 8         | únor 17 1931 – únor 05 1932  | únor 15 1991 – únor 03 1992  | Yin kov    | Koza   |
| 9         | únor 06 1932 – leden 25 1933 | únor 04 1992 – leden 22 1993 | Yang voda  | Opice  |
| 10        | leden 26 1933 – únor 13 1934 | leden 23 1993 – únor 09 1994 | Yin voda   | Kohout |
| 11        | únor 14 1934 – únor 03 1935  | únor 10 1994 – leden 30 1995 | Yang dřevo | Pes    |
| 12        | únor 04 1935 – leden 23 1936 | leden 31 1995 – únor 18 1996 | Yin dřevo  | Prase  |
| 13        | leden 24 1936 – únor 10 1937 | únor 19 1996 – únor 06 1997  | Yang oheň  | Krysa  |
| 14        | únor 11 1937 – leden 30 1938 | únor 07 1997 – leden 27 1998 | Yin oheň   | Buvol  |
| 15        | leden 31 1938 – únor 18 1939 | leden 28 1998 – únor 15 1999 | Yang země  | Tygr   |
| 16        | únor 19 1939 – únor 07 1940  | únor 16 1999 – únor 04 2000  | Yin země   | Zajíc  |
| 17        | únor 08 1940 – leden 26 1941 | únor 05 2000 – leden 23 2001 | Yang kov   | Drak   |
| 18        | leden 27 1941 – únor 14 1942 | leden 24 2001 – únor 11 2002 | Yin kov    | Had    |
| 19        | únor 15 1942 – únor 04 1943  | únor 12 2002 – leden 31 2003 | Yang voda  | Kůň    |
| 20        | únor 05 1943 – leden 24 1944 | únor 01 2003 – leden 21 2004 | Yin voda   | Koza   |
| 21        | leden 25 1944 – únor 12 1945 | leden 22 2004 – únor 08 2005 | Yang dřevo | Opice  |
| 22        | únor 13 1945 – únor 01 1946  | únor 09 2005 – leden 28 2006 | Yin dřevo  | Kohout |
| 23        | únor 02 1946 – leden 21 1947 | leden 29 2006 – únor 17 2007 | Yang oheň  | Pes    |
| 24        | leden 22 1947 – únor 09 1948 | únor 18 2007 – únor 06 2008  | Yin oheň   | Prase  |
| 25        | únor 10 1948 – leden 28 1949 | únor 07 2008 – leden 25 2009 | Yang země  | Krysa  |
| 26        | leden 29 1949 – únor 16 1950 | leden 26 2009 – únor 13 2010 | Yin země   | Buvol  |
| 27        | únor 17 1950 – únor 05 1951  | únor 14 2010 – únor 02 2011  | Yang kov   | Tygr   |
| 28        | únor 06 1951 – leden 26 1952 | únor 03 2011 – leden 22 2012 | Yin kov    | Zajíc  |
| 29        | leden 27 1952 – únor 13 1953 | leden 23 2012 – únor 09 2013 | Yang voda  | Drak   |
| 30        | únor 14 1953 – únor 02 1954  | únor 10 2013 – leden 30 2014 | Yin voda   | Had    |
| 31        | únor 03 1954 – leden 23 1955 | leden 31 2014 – únor 18 2015 | Yang dřevo | Kůň    |
| 32        | leden 24 1955 – únor 11 1956 | únor 19 2015 – únor 07 2016  | Yin dřevo  | Koza   |
| 33        | únor 12 1956 – leden 30 1957 | únor 08 2016 – leden 27 2017 | Yang oheň  | Opice  |
| 34        | leden 31 1957 – únor 17 1958 | leden 28 2017 – únor 15 2018 | Yin oheň   | Kohout |
| 35        | únor 18 1958 – únor 07 1959  | únor 16 2018 – únor 04 2019  | Yang země  | Pes    |
| 36        | únor 08 1959 – leden 27 1960 | únor 05 2019 – leden 24 2020 | Yin země   | Prase  |
| 37        | leden 28 1960 – únor 14 1961 | leden 25 2020 – únor 11 2021 | Yang kov   | Krysa  |
| 38        | únor 15 1961 – únor 04 1962  | únor 12 2021 – leden 31 2022 | Yin kov    | Buvol  |
| 39        | únor 05 1962 – leden 24 1963 | únor 01 2022 – leden 21 2023 | Yang voda  | Tygr   |
| 40        | leden 25 1963 – únor 12 1964 | leden 22 2023 – únor 09 2024 | Yin voda   | Zajíc  |
| 41        | únor 13 1964 – únor 01 1965  | únor 10 2024 – leden 28 2025 | Yang dřevo | Drak   |
| 42        | únor 02 1965 – leden 20 1966 | leden 29 2025 – únor 16 2026 | Yin dřevo  | Had    |
| 43        | leden 21 1966 – únor 08 1967 | únor 17 2026 – únor 05 2027  | Yang oheň  | Kůň    |
| 44        | únor 09 1967 – leden 29 1968 | únor 06 2027 – leden 25 2028 | Yin oheň   | Koza   |
| 45        | leden 30 1968 – únor 16 1969 | leden 26 2028 – únor 12 2029 | Yang země  | Opice  |
| 46        | únor 17 1969 – únor 05 1970  | únor 13 2029 – únor 02 2030  | Yin země   | Kohout |
| 47        | únor 06 1970 – leden 26 1971 | únor 03 2030 – leden 22 2031 | Yang kov   | Pes    |
| 48        | leden 27 1971 – únor 14 1972 | leden 23 2031 – únor 10 2032 | Yin kov    | Prase  |
| 49        | únor 15 1972 – únor 02 1973  | únor 11 2032 – leden 30 2033 | Yang voda  | Krysa  |
| 50        | únor 03 1973 – leden 22 1974 | leden 31 2033 – únor 18 2034 | Yin voda   | Buvol  |
| 51        | leden 23 1974 – únor 10 1975 | únor 19 2034 – únor 07 2035  | Yang dřevo | Tygr   |
| 52        | únor 11 1975 – leden 30 1976 | únor 08 2035 – leden 27 2036 | Yin dřevo  | Zajíc  |
| 53        | leden 31 1976 – únor 17 1977 | leden 28 2036 – únor 14 2037 | Yang oheň  | Drak   |
| 54        | únor 18 1977 – únor 06 1978  | únor 15 2037 – únor 03 2038  | Yin oheň   | Had    |
| 55        | únor 07 1978 – leden 27 1979 | únor 04 2038 – leden 23 2039 | Yang země  | Kůň    |
| 56        | leden 28 1979 – únor 15 1980 | leden 24 2039 – únor 11 2040 | Yin země   | Koza   |
| 57        | únor 16 1980 – únor 04 1981  | únor 12 2040 – leden 31 2041 | Yang kov   | Opice  |
| 58        | únor 05 1981 – leden 24 1982 | únor 01 2041 – leden 21 2042 | Yin kov    | Kohout |
| 59        | leden 25 1982 – únor 12 1983 | leden 22 2042 – únor 09 2043 | Yang voda  | Pes    |
| 60        | únor 13 1983 – únor 01 1984  | únor 10 2043 – leden 29 2044 | Yin voda   | Prase  |